# Gradina (Cazin)
Gradina falu Bosznia-Hercegovinában, a Bosznia-hercegovinai Föderáció Una-Szanai kantonjában.

## Fekvése
Bosznia-Hercegovina északnyugati részén, Bihácstól légvonalban 14, közúton 23 km-re északra, Cazin központjától légvonalban 4, közúton 6 km-re délnyugatra fekvő erdős, dombos területen fekszik. Házai többnyire a falut átszelő utak mentén, nagyobb házcsoportokban helyezkednek el.

## Népessége
| Nemzetiségi csoport | Népesség 1991 | Népesség 2013 |
| ------------------- | ------------- | ------------- |
| Szerb               | 5             | 0             |
| Bosnyák             | 295           | 399           |
| Horvát              | 1             | 0             |
| Jugoszláv           | 0             | 0             |
| Egyéb               | 1             | 0             |
| Összesen            | 302           | 399           |

## Története
Muszlim település, melynek hívői a čizmići gyülekezethez tartoznak. A mecset is Čizmićin áll, amelyet 2006. augusztus 6-án ünnepélyesen nyitottak meg. A gyülekezet imámja alapítása óta Ernad Osmanagić efendi.